# Hokkaido Railway Company
Hokkaido Railway Company (яп. 北海道旅客鉄道株式会社 Хоккайдо: Рёкаку Тэцудо: Кабусики-гайся), также называемая как JR Hokkaido (яп. JR北海道 Джэйа:ру Хоккайдо:), — одна из компаний группы Japan Railways Group (JR Group), обслуживает остров Хоккайдо.

## История
JR Hokkaido была создана как акционерное общество (кабусики-гайся) 1 апреля 1987 года по плану разделения государственной компании Japanese National Railways. Первоначально это было подразделение, принадлежащее JNR Settlement Corporation, специальной компании, созданной для перераспределения активов бывшей JNR между новыми компаниями JR.
В отличие от JR East, JR Central и JR West, JR Hokkaido продолжает оставаться в государственной собственности, её акции не торгуются на бирже. Связано это в первую очередь с дотационным характером работы большей части линий компании, проходящих в основном по малонаселенным районам.

## Линии

### Хоккайдо-синкансэн
Хоккайдо-синкансэн — скоростная железная дорога длиной 148,9 км, которая соединяет Аомори и Хакодате, проходя через тоннель Сэйкан. Планируется также продлить её от Хакодате до Саппоро.
На настоящий момент линия убыточна. Новый маршрут пока не пользуется ожидаемым спросом, поезда ходят полупустыми. Ситуация должна измениться с открытием линии до Саппоро.

### Основные линии
- Главная линия Хакодате (Хакодате — Асахикава, 423,1 км; Нанаэ — Осима-Савара — Мори, 35,3 км)
- Главная линия Муроран (Осямамбе — Ивамидзава, 211,0 км; Муроран — Хигаси-Муроран, 7,0 км)
- Главная линия Немуро (Такикава — Немуро, 443,8 км)
- Линия Титосэ (Нуманохата — Наэбо, 60,2 км; Минами-Титосэ — Новый аэропорт Титосэ, 2,6 км)
- Линия Сэкисё (Минами-Титосэ — Синтоку, 132,4 км)

### Прочие линии
- Главная линия Соя (Асахикава — Вакканай, 259,4 км)
- Главная линия Сэкихоку (Син-Асахикава — Абасири, 234,0 км)
- Главная линия Сэнмо (Хигаси-Кусиро — Абасири, 166,2 км)
- Главная линия Хидака (Томакомай — Самани, 146,5 км)
- Главная линия Румои (Фукагава — Румои, 50,1 км)
- Линия Фурано (Асахикава — Фурано, 54,8 км)
- Линия Сассё (Соэн — Хоккайдо-Ирёдайгаку, 28,9 км)

### Бывшие линии
- Линия Тихоку (Икэда — Китами, 140,0 км), передана в собственность Hokkaido Chihoku Kogen Railway 4 июня 1989, закрыта 21 апреля 2006
- Линия Эсаси:
  - Участок Горёкаку — Киконай (37,8 км): передан в собственность South Hokkaido Railway Company 26 марта 2016
  - Участок Киконай — Эсаси (42,1 км): закрыт 12 мая 2014
- Линия Синмей (Фукагава — Наёро, 121,8 км), закрыта 4 сентября 1995
- Ответвление линии Хакодате Сунагава — Ками-Сунагава (7,3 км), закрыто 16 мая 1994
- Участок линии Румои Румои — Масикэ (16,7 км), закрыт 5 декабря 2016
- Главная линия Наёро (Наёро — Энгару, 138,1 км и Нака-Юбэцу — Юбэцу, 4,9 км), закрыта 1 мая 1989
- Линия Тэмпоку (Отоинеппу — Минами-Вакканай, 148,9 км), закрыта 1 мая 1989
- Линия Сибэцу (Сибэтя — Немуро-Сибэцу, 69,4 км и Накасибэцу — Аттоко, 47,5 км), закрыта 30 апреля 1989
- Линия Утасинай (Сунагава — Утасинай, 14,5 км), закрыта 25 апреля 1988
- Линия Мацумаэ (Киконай — Мацумаэ, 50,8 км), закрыта 1 февраля 1988
- Линия Хоронай (Ивамидзава — Икусюмбецу, 18,1 км и Микаса — Хоронай, 2,7 км), закрыта 13 июля 1987

## Планы рационализации
На 2016 год JR Hokkaido анонсировала крупнейший убыток в своей истории в 44,7 миллиарда иен. Почти все линии компании являются в той или иной степени убыточными (за исключением отрезков линий в окрестностях Саппоро). Это связано в первую очередь с депопуляцией острова и высокой автомобилизацией населения (в свою очередь из-за значительного укорочения железнодорожной сети в прошлом).
В ноябре 2016 JR Hokkaido объявила о планах рационализации своей сети. Эксплуатация 12 участков линий компании общей протяжённостью 1237 км, являющихся наиболее убыточными, будет пересмотрена. Следующие четыре из них будут закрыты в 2020 году:
- Главная линия Румои (Фукагава — Румои, 50,1 км);
- Участок линии Сассё Хоккайдо-Ирёдайгаку — Син-Тоцукава (47,6 км);
- Участок главной линии Немуро Фурано — пост Ками-Отиай (57,6 км);
- Участок линии Сэкисё Син-Юбари — Юбари (16,1 км).

В отношении 8 других компания попытается до 2020 провести переговоры с органами местного самоуправления с целью повышения субсидий на эксплуатацию поездов:
- Главная линия Сэкихоку (234,0 км);
- Главная линия Сэммё (166,2 км);
- Главная линия Хидака (146,5 км);
- Линия Фурано (54,8 км);
- Участок главной линии Муроран Нуманохата — Ивамидзава (67,0 км);
- Участок главной линии Соя Наёро — Вакканай (183,2 км);
- Участок главной линии Немуро Такикава — Фурано (54,6 км);
- Участок главной линии Немуро Кусиро — Немуро (135,4 км).

Один из вариантов соглашения включает в себя передачу железнодорожных путей в муниципальную собственность. Если сторонам не удастся прийти к соглашению, эти участки также могут быть закрыты.